# يان كير
يان كير هو محامي كندي، ولد في 1965، وتوفي في 26 أغسطس 2019.